# Vodka en vena
Vodka en vena es el nombre de un cóctel preparado con vodka y aderezado con otros ingredientes al gusto, caracterizado por una administración cuidadosamente controlada por cualquier vía que excluya el metabolismo hepático; este cóctel, también llamado en Estados Unidos como "Eyeballing" ha conseguido fama en muchas zonas del extrarradio de famosas capitales de Rusia, llegando incluso a cobrar importancia en algunos foros de Internet de Europa Occidental y España debido, mayoritariamente, a campañas virales y vídeos donde aparecen grupos de jóvenes consumiendo esta bebida.
Estas prácticas son sumamente peligrosas para la salud. Por un lado el verter alcohol en el ojo puede producir coagulación de la sangre en los micro vasos que irrigan el ojo, y dañar los tejidos oculares que no cuentan con la protección que si posee el estómago.